# Athaliah Molokomme

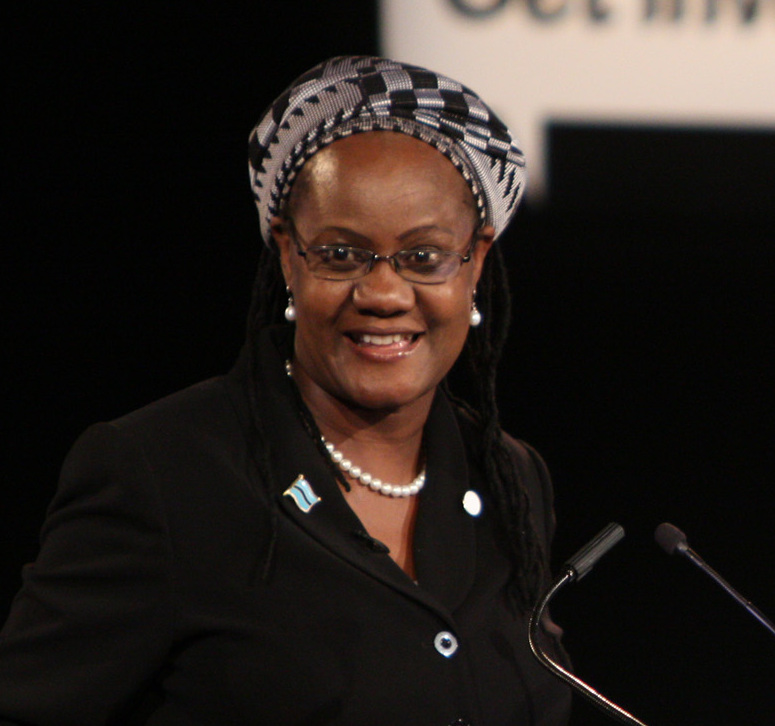
Athaliah Molokomme (2011)

Athaliah Maoka Lesiba Molokomme, kurz Athaliah Molokomme (* 4. Dezember 1959 in Francistown, Betschuanaland) ist eine botswanische Juristin und Frauenrechtsaktivistin. Zwischen 2003 und 2005 war sie Richterin am High Court von Botswana, von 2005 bis 2016 war Molokomme die erste weibliche Generalstaatsanwältin des südafrikanischen Landes. Seit 2018 ist sie Ständige Vertreterin ihres Landes bei den Vereinten Nationen in Genf und bei der Welthandelsorganisation sowie Botschafterin in der Schweiz.
Seit März 2023 ist sie Vorsitzende des Allgemeinen Rates der Welthandelsorganisation, dem höchsten Entscheidungsgremium der Organisation.

## Leben

### Jugend und Ausbildung
Athaliah Molokomme wurde am 4. Dezember 1959 in Francistown im damaligen britischen Protektorat Betschuanaland als zweites von neun Kindern geboren. Ihre Eltern arbeiteten als Lehrer. Molokomme lernte bereits mit dreieinhalb Jahren lesen und schreiben, wurde deswegen von ihren Eltern bereits sehr früh in die Grundschule geschickt. Sie besuchte verschiedene Grundschulen in Tchangati, Sebina und Mathangwane. Zwischen 1970 und 1975 besuchte sie das St. Joseph College Kgale in einem Vorort der Hauptstadt Gaborone. Sie schloss ihre Schulzeit mit Bestnoten ab.
Nach ihrer Schulausbildung besuchte sie die University of Botswana bis 1981, wo sie Rechtswissenschaften studierte. Anschließend arbeitete Molokomme als Jura-Dozentin an der Einrichtung und beschäftigte sich vorwiegend mit Familienrecht, Frauenrechten, Arbeitsrecht und Gewohnheitsrecht. Wenig später zog sie in die Vereinigten Staaten, um dort an einen Master in Rechtswissenschaften an der Yale Law School zu absolvieren. Zwischen 1988 und 1991 promovierte sie an der Universität von Leiden. Ihre Doktorarbeit mit dem Titel „Children of the Fence: The maintenance of extra-marital children under law and practice in Botswana“ befasste sich mit dem rechtlichen Umgang von außerehelichen Kindern in Botswana. Neben ihrer akademische Karriere dozierte sie bis 1996 Recht an ihrer Alma Mater, der University of Botswana.

### Berufliche Karriere
1998 wurde Molokomme zur Vorsitzenden der neu zu gründeten „Gender Unit“ der Südafrikanischen Entwicklungsgemeinschaft (SADC) bestimmt. Die Aufgabe der Gender Unit war bzw. ist es zu überprüfen, ob alle Policy-Dokumente und Richtlinien der Entwicklungsgemeinschaft sprachlich und inhaltlich gender-sensibel sind. Molokomme hatte diese Aufgabe bis 2003 inne. 2003 wurde sie zur Richterin am High Court, dem höchsten Gericht Botswanas, berufen. Sie war damit die zweite Frau nach Unity Dow, die jemals für diese Position ernannt wurde.
In den 2000er Jahren war sie regelmäßig botswanische Vertreterin bei der Versammlung der Vertragsparteien des Rom-Statuts des Internationalen Strafgerichtshofs. Dabei war sie unter anderem aktives Mitglied der Afrika-Gruppe, die die Verhandlungen für die sog. „Kampala Amendments“ der IGH-Statutsüberprüfungskonferenz im Juni 2010 führte und abschloss (siehe Änderungen des Römischen Statuts).
2005 wurde sie ersten weiblichen Generalstaatsanwältin Botswanas ernannt. Diese Position hat sie bis zum Jahre 2016 inne. Seit dem Jahr 2018 ist sie Ständige Vertreterin Botswanas bei den Vereinten Nationen in Genf, Botschafterin in der Schweiz und Ständige Vertreterin bei der Welthandelsorganisation. Im Jahr 2021 wurde sie zur Vorsitzenden des Trade Policy Review Body. Im März 2022 wurde sie zur Vorsitzenden des Dispute Settlement Body gewählt, wobei eine der Aufgaben in diesem Amt war für eine Reform des blockierten Appellate Body zu streiten. Im März 2023 wurde sie Nachfolgerin Didier Chamboveys im Amt des Vorsitzenden des Allgemeinen Rates der Welthandelsorganisation, dem neben der Ministerkonferenz höchsten Entscheidungsgremium.

### Gesellschaftspolitisches Engagement
1986 gründete Molokomme gemeinsam mit Mitstreiterinnen Emang Basadi (Setswana für „Steht auf, Frauen!“), eine mitgliederbasierte Nicht-Regierungs-Organisation, die sich für Frauenrechte in Botswana einsetzt. 1988 engagierte sie sich ebenfalls bei der Gründung von Women and Law in Southern Africa (WLSA), einer Forschungsgruppe, die sich ebenfalls für Frauenrechte im südlichen Afrika einsetzt. Sie ist zudem Mitglied der Justice Leadership Group.

### Privat
Athaliah Molokomme heiratete 1995 Jaap Arntzen und hat zwei Kinder.